# Cnemidocarpa lapidosa
Cnemidocarpa lapidosa är en sjöpungsart som beskrevs av William Abbott Herdman 1906. Cnemidocarpa lapidosa ingår i släktet Cnemidocarpa och familjen Styelidae. Inga underarter finns listade i Catalogue of Life.